# Sebastian Roché
Sebastian Roché (ur. 4 sierpnia 1964 w Paryżu) – francusko–szkocki aktor.

## Filmografia
Filmy
- 1987: Adieu je t'aime jako Thierry
- 1989: Rewolucja francuska jako Le Marquis de Dreux-Brézé
- 1990: Zemsta kobiety (La Vengeance d'une femme) jako diler
- 1992: Ostatni Mohikanin jako Martin
- 1997: Peacemaker jako Hans, niemiecki Backpacking
- 1997: Roar: The Making of
- 1998: Merlin
- 1998: Into My Heart jako Chris
- 1998: Niebezpieczne miasto: Kontrakt
- 1999: Hunley
- 2000: Przeprawa
- 2000: Sophie
- 2001: Bezpieczny port
- 2001: 15 minut jako Ludwig
- 2002: Never Get Outta the Boat
- 2005: Ten dzień powrócił (Sorry, Haters) jako Mick Sutcliffe
- 2006: Imiennik (The Namesake) jako Pierre
- 2006: We Fight to Be Free jako George Washington
- 2007: Beowulf jako Wulfgar
- 2007: New York City Serenade jako Noam Broder
- 2007: What We Do Is Secret jako Claude Kickboy Bessy
- 2009: Shattered Glory
- 2009: Łzy szczęścia
- 2010: L.L. jako J.J.
- 2011: Przygody Tintina jako Pedro
- 2012: Safe House jako Heissler
- 2012: Pegaz kontra chimera (Pegasus vs Chimera) jako Belleros

Seriale
- 1992: Loving jako Peter Rogers
- 1993: Prawo i porządek jako C-Square
- 1998: Seks w wielkim mieście jako Jerry
- 2002: Odysseja jako Kurt Mendel
- 2004: Ziemiomorze jako król Tygath
- 2005: CSI: Kryminalne zagadki Las Vegas jako Josh Frost / Moriarty
- 2005: Czarodziejki jako czarodziej
- 2005: Agentka o stu twarzach jako Willem Karg
- 2007–2015: Szpital miejski jako James Craig / Jerry Jacks
- 2008: Mentalista jako Shirali Harlov
- 2009: 24 godziny jako John Quinn
- 2009−2018: Pamiętniki wampirów jako Michael Mikaelson
- 2009: Fringe: Na granicy światów jako Thomas Jerome Newton
- 2010: Zabójcze umysły jako Clyde Easter
- 2010: Nie z tego świata jako anioł Baltazar
- 2011: Unforgettable: Zapisane w pamięci jako Victor Cushman
- 2012: Grimm jako Edgar Waltz
- 2016−2018: The Originals jako Mikael Mikaelson
- 2013: Skandal jako Dominic
- 2015: Dawno, dawno temu jako król Stefan
- 2015: Agenci NCIS: Los Angeles jako Lee Ashman
- 2016: Kości jako inspektor Rousseau
- 2016: Bananowy doktor jako Guy Childs
- 2016: Młody papież jako kardynał Michel Marivaux
- 2016: Człowiek z Wysokiego Zamku jako Reichsleiter Martin Heusmann